# Jan Miklaszewski

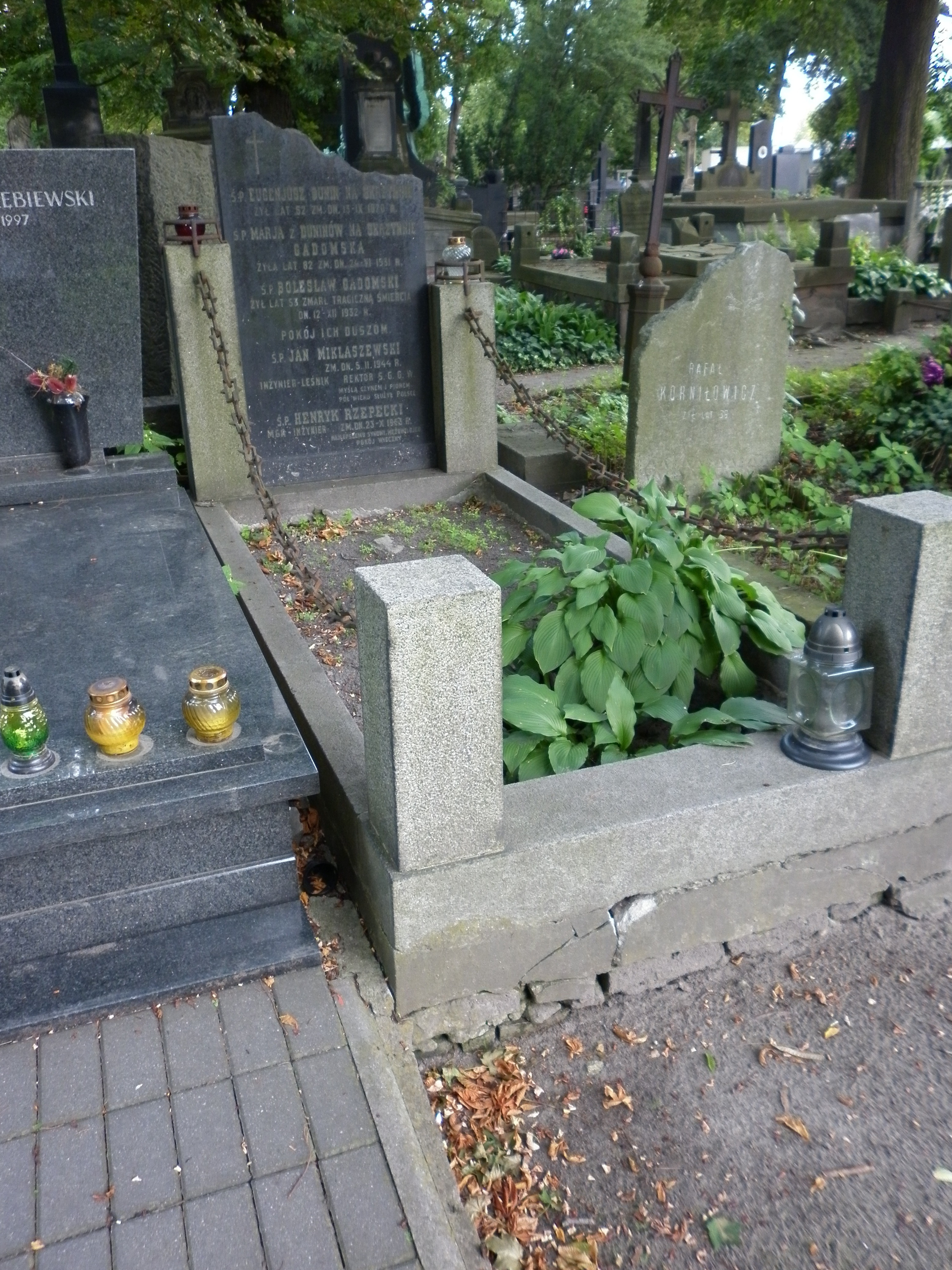
Grób Jana Miklaszewskiego na cmentarzu Powązkowskim

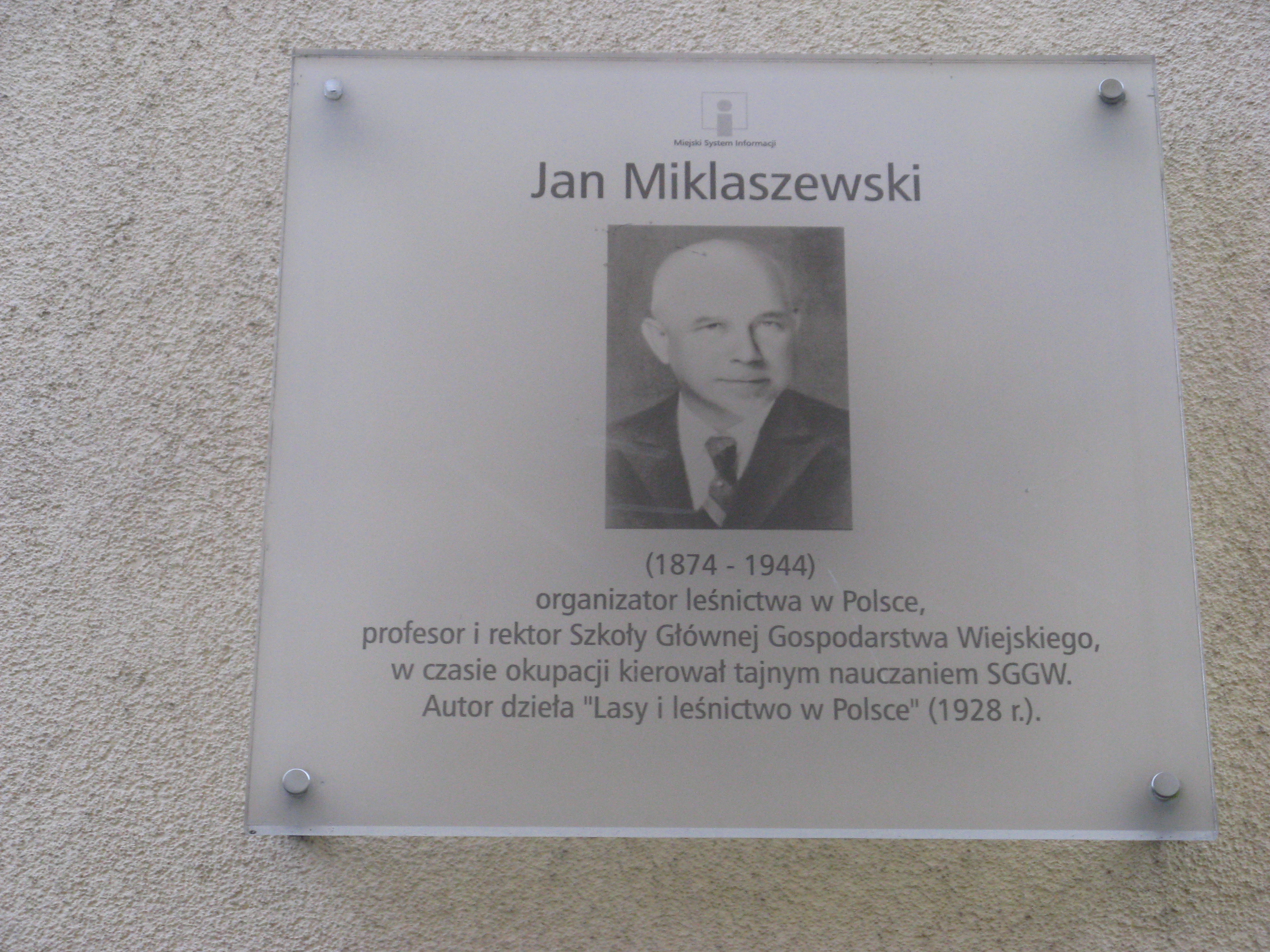
Tablica upamiętniająca Jana Miklaszewskiego na warszawskim osiedlu Imielin (Ursynów), na którym znajduje się ulica nosząca jego imię

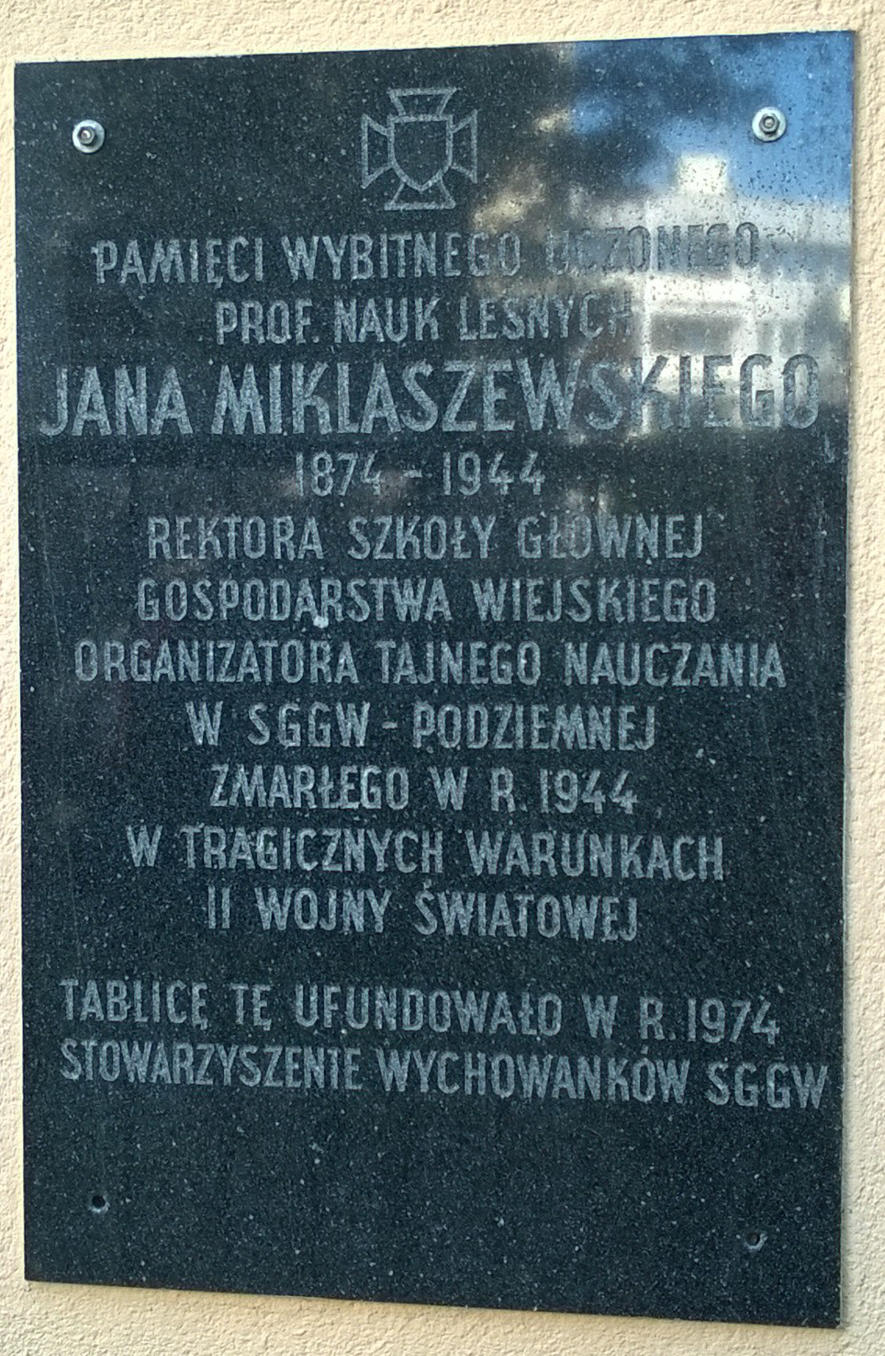
Tablica upamiętniająca prof. Jana Miklaszewskiego na budynku ul. Kielecka 46 w Warszawie

Jan Miklaszewski (ur. 7 lutego 1874 w Łowiczu, zm. 5 lutego 1944 w Warszawie) – polski leśnik, rektor SGGW, działacz PPS.

## Życiorys
W 1898 r. ukończył studia w Instytucie Leśnym w Petersburgu. We wrześniu tegoż roku został aresztowany za działalność polityczną (PPS) prowadzoną w czasie studiów. Więziony w Petersburgu przez 3 miesiące.
Przed I wojną światową pracował m.in. w Zarządzie Dóbr Cesarskich w Spale, a następnie w Zarządzie Lasów Księstwa Łowickiego, gdzie został aresztowany za działalność w PPS z czasów studenckich. Po zwolnieniu z więzienia w Petersburgu, pozostając pod nadzorem policji politycznej, został zatrudniony  jako kontroler w zarządzie lasów Ordynacji Zamojskich (1900). Przemycał literaturę niepodległościową i patriotyczną przez granicę austriacką, za co w 1903 r. został aresztowany i osadzony w Cytadeli Warszawskiej, a później również skazany na zesłanie. Przed zesłaniem uciekł do Galicji. Pracował w dobrach leśnych Sapiehów w Krasiczynie. W tym czasie prowadził też ożywioną działalność polityczną, współpracując m.in. z Józefem Piłsudskim. Po ogłoszeniu przez władze carskie amnestii w 1905 r. wrócił do Królestwa Polskiego na dawne stanowisko kontrolera lasów w Ordynacji Zamoyskich.
Po I wojnie światowej wojnie był organizatorem administracji polskiego leśnictwa, od 1918 był szefem Sekcji Lasów w Ministerstwie Rolnictwa i Dóbr Państwowych, od 1919 r. - naczelnikiem Głównego Zarządu Dóbr Państwowych, a od 1921 r. - dyrektorem Departamentu Leśnictwa w Ministerstwie Rolnictwa i Reform Rolnych, do jego likwidacji w 1931 r. 
Od 1931 r. był wykładowcą Szkoły Głównej Gospodarstwa Wiejskiego w Warszawie. W 1932 r. habilitował się tam z zakresu administracji i polityki leśnej oraz urządzania lasu. W 1935 r. został profesorem zwyczajnym i prodziekanem Wydziału Leśnego SGGW, a od 1936 do 1944 r. (do śmierci) był rektorem tej uczelni. Na SGGW powołał wiele nowych zakładów i katedr. Po zmarłym w 1934 r. prof. Władysławie Jedlińskim objął kierownictwo Zakładu Urządzania Lasu. Jego staraniem w 1939 r. wzniesiono nowy pawilon SGGW, powstały bursy i pracownie w lasach doświadczalnych w Rogowie, gdzie też od 1934 r. sprawował funkcję kierownika naukowego.  
W 1934 roku został przewodniczącym komisji do opracowania projektu planu regionalnego Warszawy w Komitecie Warszawskim Ochrony Przyrody oraz prezesem Rady Naczelnej Towarzystwa Popierania Plantacji Miast Rzeczypospolitej Polskiej.
Jan Miklaszewski był autorem licznych prac z zakresu historii i ekonomiki rolnictwa, w czasie okupacji kierował tajnym nauczaniem w SGGW. Podczas okupacji ukrywał się pod pseudonimem Władysław Baranowski. Współpracował z działającym w Warszawie tajnym Uniwersytetem Ziem Zachodnich. W latach 1939-41 pracował w Warszawskim Komitecie Pomocy Społecznej, jako przewodniczący Komisji Rewizyjnej.
Profesor Miklaszewski zmarł z wyczerpania 5 lutego 1944 r. w Warszawie i został pochowany na warszawskich Powązkach (kwatera Q-1-5).

## Działalność twórcza i naukowa
W latach 1907–1917 opublikował 14 większych publikacji, w tym opracowanie Ogólny rzut oka na rozwój leśnictwa w Królestwie Polskim w XIX wieku, które zreferował na I Ogólnopolskim Zjeździe Leśników Polskich w Krakowie. W 1917 roku zostaje opublikowana w „Sylwanie” jego praca Lasy na ziemiach polskich i ich los podczas inwazji; wykazał w niej w jakim stopniu okupant naruszył zasoby drzewne polskich lasów i przekroczył rozmiary dopuszczalnego użytkowania.
W latach 1907–1915 Miklaszewski współpracował z wychodzącym we Lwowie czasopismem „Sylwan”, prowadząc w nim m.in. rubrykę Z rynku drzewnego w Królestwie Polskim. Był jednocześnie łącznikiem pisma na Królestwo Polskie. W latach 1910 roku został redaktorem wydawanego w Warszawie czasopisma „Leśnik Polski” – organu Centralnego Towarzystwa Rolniczego, w którym redagował dział Z ruchu naukowego. 
Jest autorem fundamentalnego opracowania Lasy i leśnictwo w Polsce, które w 1929 r. zostało zaliczone przez Międzynarodowy Instytut Współpracy Intelektualnej w Paryżu do najwybitniejszych dzieł piśmiennictwa fachowego na świecie.
Materiały archiwalne Jana Miklaszewskiego znajdują się w PAN Archiwum w Warszawie pod sygnaturą III-48.

## Rodzina
Był synem Antoniego, urzędnika kolejowego i Konstancji z Wojciechowskich. Poślubił w 1902 r. Eugenię z domu Gadomską. Miał syna Jerzego (1904-40), kapitana artylerii zamordowanego w Katyniu, i córkę Wandę Rzepecką.

## Upamiętnienie
W latach 20. XX wieku jego imię nadano Muzeum Przyrodniczemu w Białowieży.
Na ścianie budynku, w którym mieszkał i umarł (ulica Kielecka 46), znajduje się tablica pamiątkowa. W lasach doświadczalnych SGGW w Rogowie umieszczono poświęcony mu kamień pamiątkowy. Kolejna tablica została umieszczona w Zwierzyńcu.
Jego imieniem nazwano dwie ulice. Pierwszą, na osiedlu Imielin na warszawskim Ursynowie. Na jednym z budynków stojących przy tej ulicy umieszczono też tablicę pamiątkową. Drugą, w podwarszawskich Dawidach Bankowych (gmina Raszyn).
W 1986 r. nadano także jego imię Technikum Leśnemu w Starościnie.